# Baker Gurvitz Army
Baker Gurvitz Army var en engelsk rockgrupp som bildades 1974 av de tidigare The Gun och Three Man Army-medlemmarna Paul Gurvitz, Adrian Gurvitz och den tidigare Cream trummisen Ginger Baker. Gruppen upplöstes 1976.

## Medlemmar
Ordinarie medlemmar
- Ginger Baker – trummor
- Adrian Gurvitz – gitarr, sång
- Paul Gurvitz – basgitarr, bakgrundssång

Bidragande musiker
- "Mr Snips" (Stephen W. Parsons) – sång
- Peter Lemer – keyboard

## Diskografi
Studioalbum
- Baker Gurvitz Army (1974)
- Elysian Encounter (1975)
- Hearts On Fire (1976)
- Flying In And Out Of Stardom (2003)

Livealbum
- Live In Derby '75 (1975)
- Live Live Live (2005)
- Still Alive (2008)

Singlar
- "The Gambler" / "Time" (1975)
- "People" / "The Dreamer" (1975)
- "Help Me" / "I Wanna Live Again" (1975)
- "Tracks of My Life" / "The Artist" (1976)
- "Dancing the Night Away" / "Night People" (1976)